# Ridala
Ridala (deutsch Röthel) ist eine ehemalige Landgemeinde im Kreis Lääne im Westen der Republik Estland. 2017 wurde Ridala in die Stadtgemeinde Haapsalu eingegliedert.

## Beschreibung

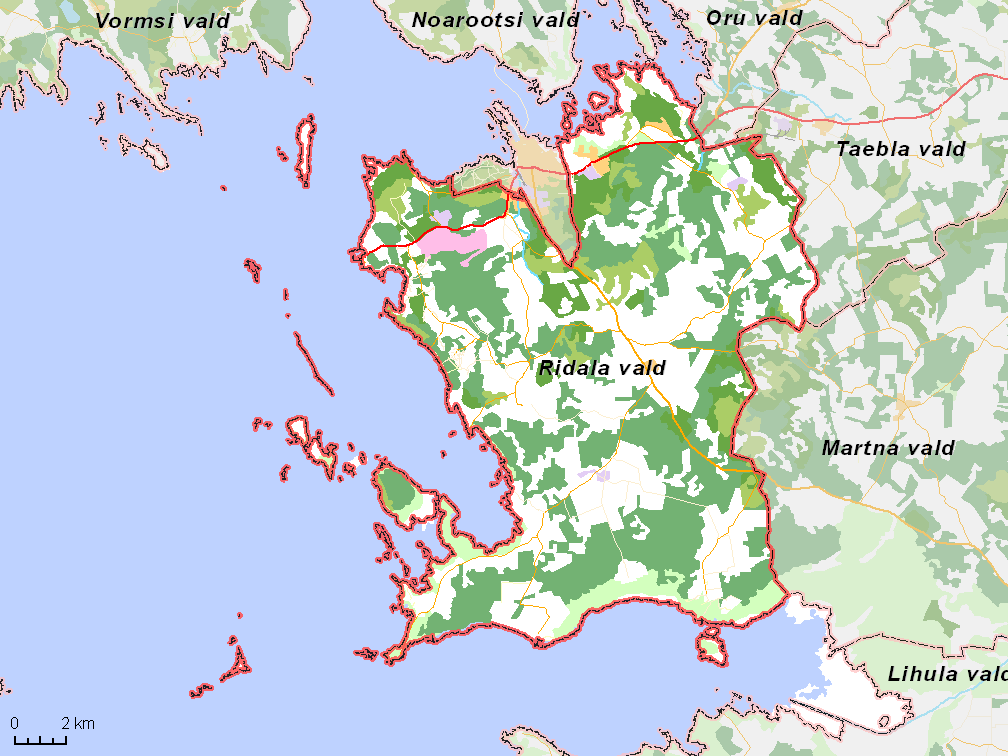
Karte der Landgemeinde Ridala

Das Gebiet der Landgemeinde hat eine Fläche von 253,4 km² und liegt an der Ostsee. Zu ihr gehörten auch 78 Inseln, von denen Tauksi die größte ist. Die Einwohnerzahl betrug 3.017 Einwohner (2008).
Vom Fährhafen Rohuküla verkehren regelmäßig Schiffe zu den estnischen Inseln Hiiumaa und Vormsi.

## Dörfer
Neben dem Hauptort Uuemõisa gehörten zur Landgemeinde die Dörfer Aamse, Allika, Ammuta, Emmuvere, Erja, Espre, Haeska, Herjava, Hobulaiu, Jõõdre, Kabrametsa, Kadaka, Käpla, Kaevere, Kiideva, Kiltsi, Kiviküla, Koheri, Koidu, Kolila, Kolu, Laheva, Lannuste, Liivaküla, Litu, Lõbe, Metsaküla, Mäeküla, Mägari, Nõmme, Panga, Paralepa, Parila, Puiatu, Puise, Pusku, Põgari-Sassi, Rohense, Rohuküla, Rummu, Saanika, Saardu, Sepaküla, Sinalepa, Suure-Ahli, Tammiku, Tanska, Tuuru, Uuemõisa, Üsse, Uneste, Valgevälja, Varni, Vilkla, Võnnu, Väike-Ahli und Vätse.

## Bilder

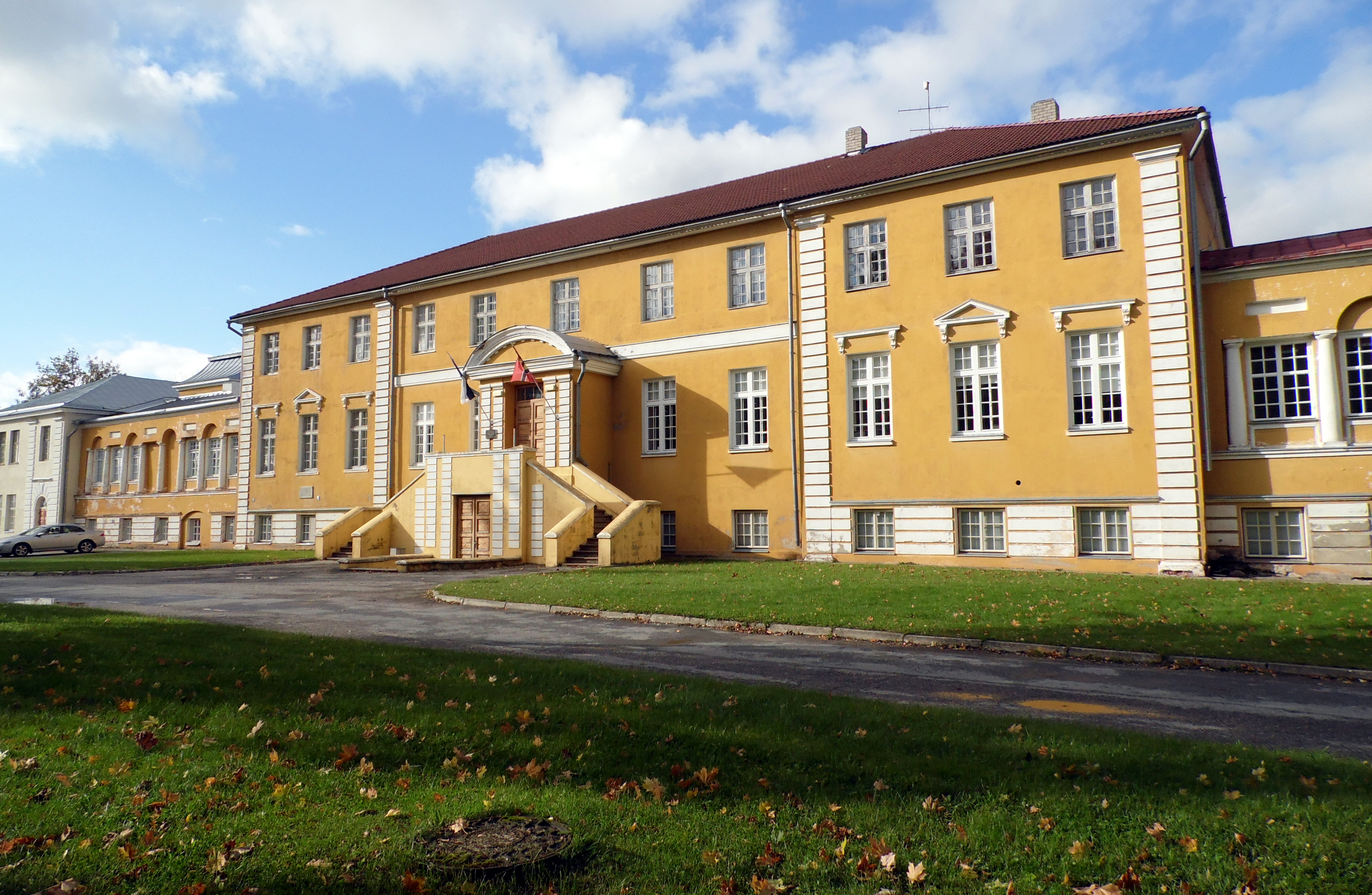
Gutshaus von Uuemõisa
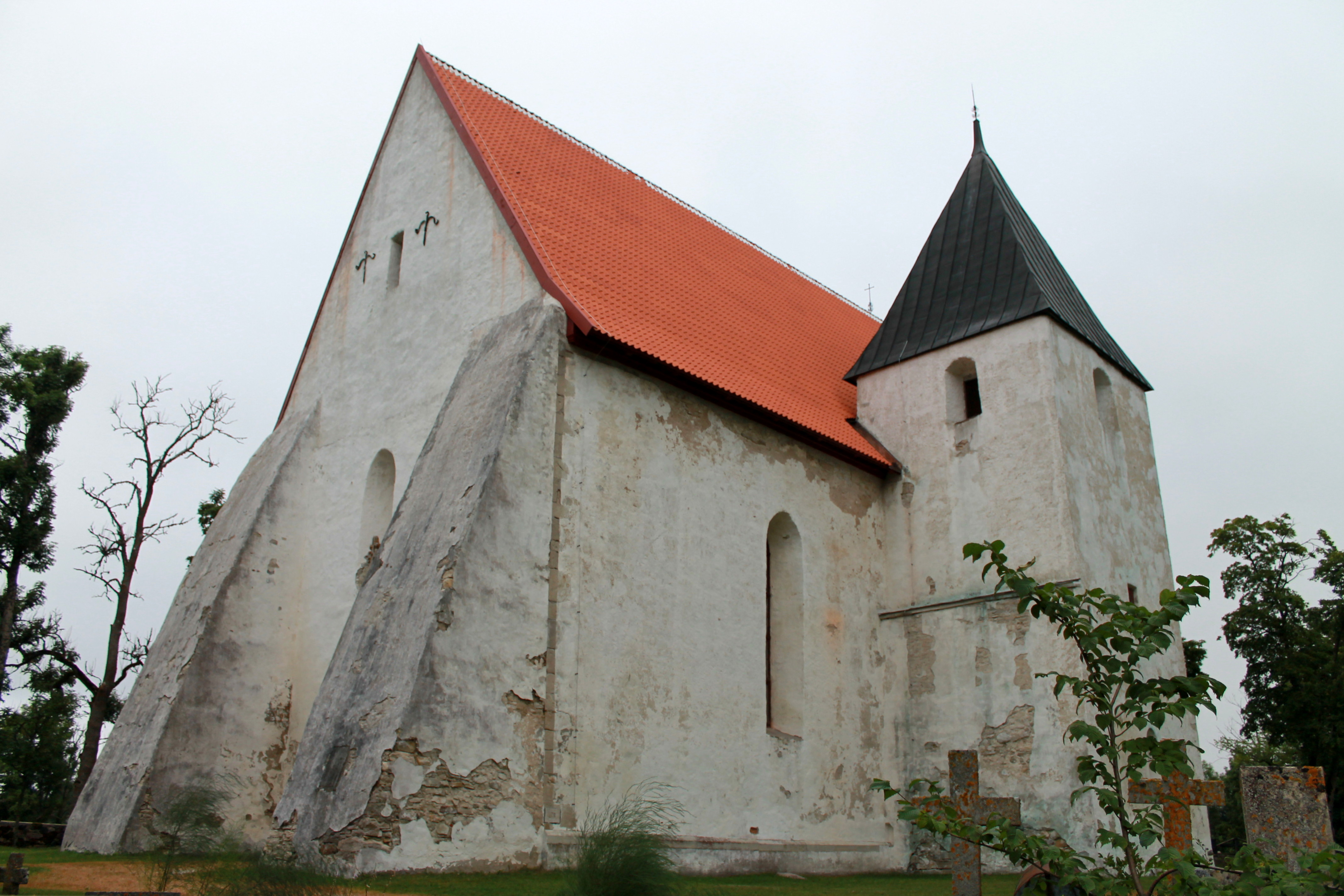
Kirche von Ridala im Dorf Kolila
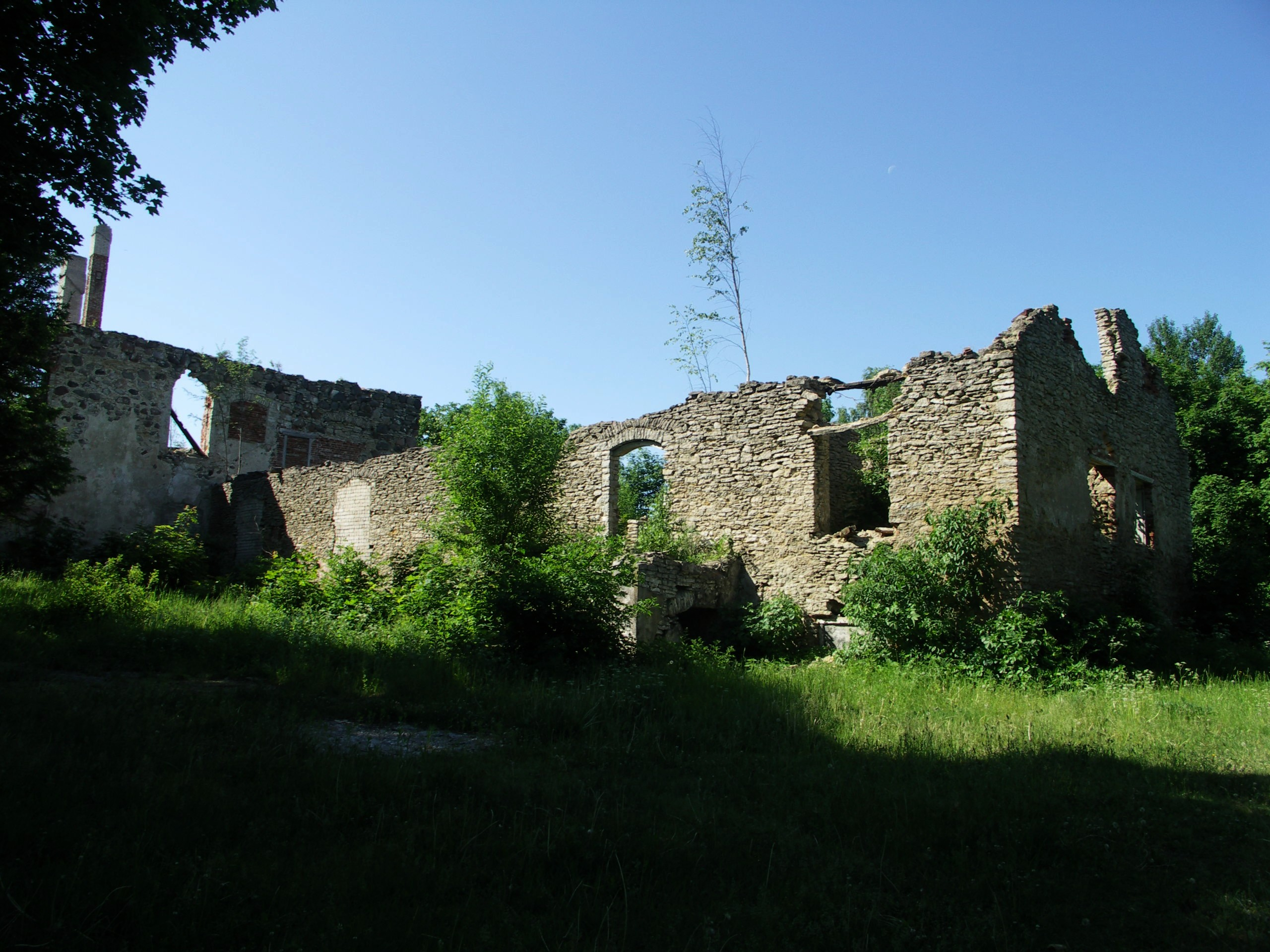
Ruinen des Guts von Kiltsi
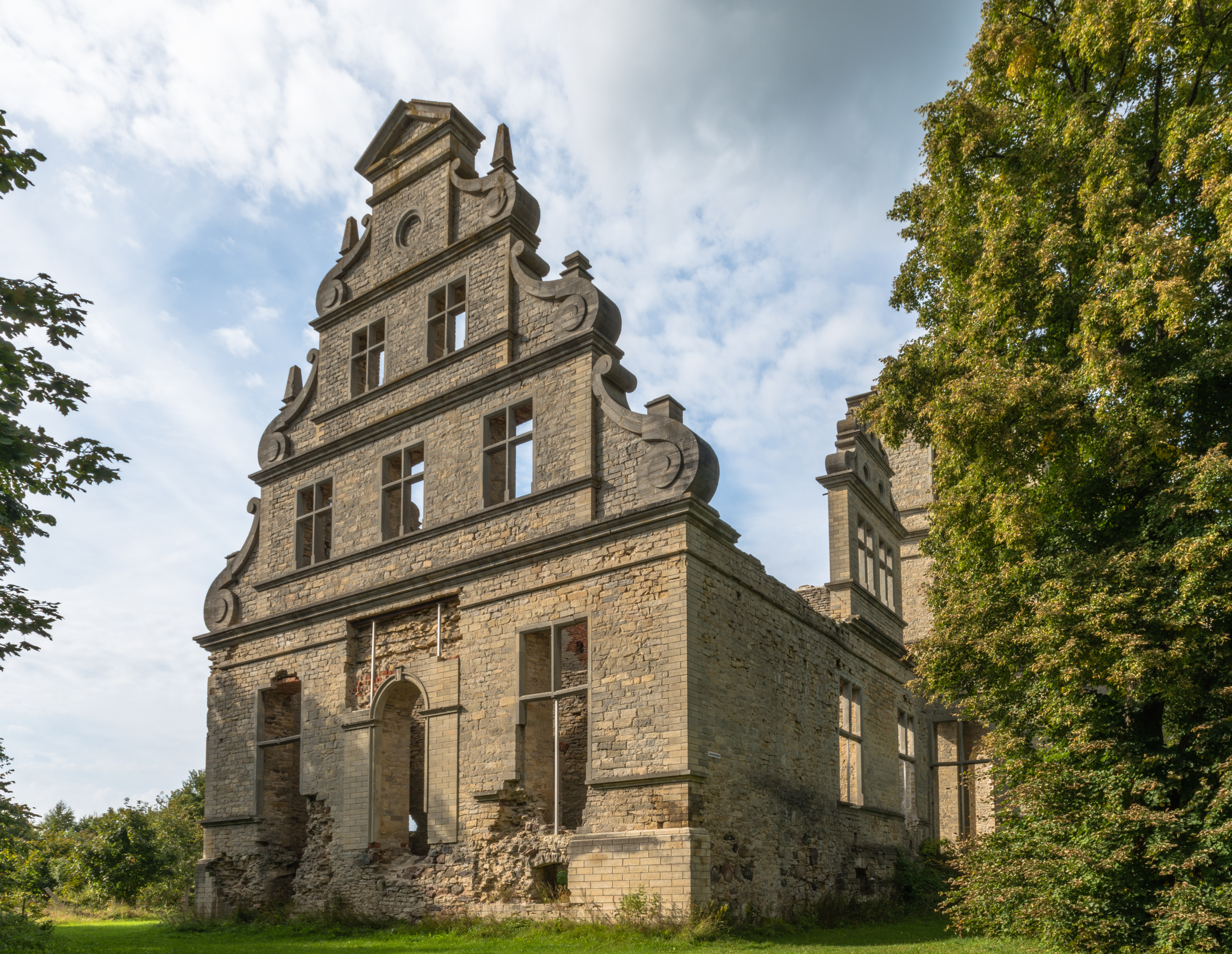
Ruinen des Schlosses Ungru
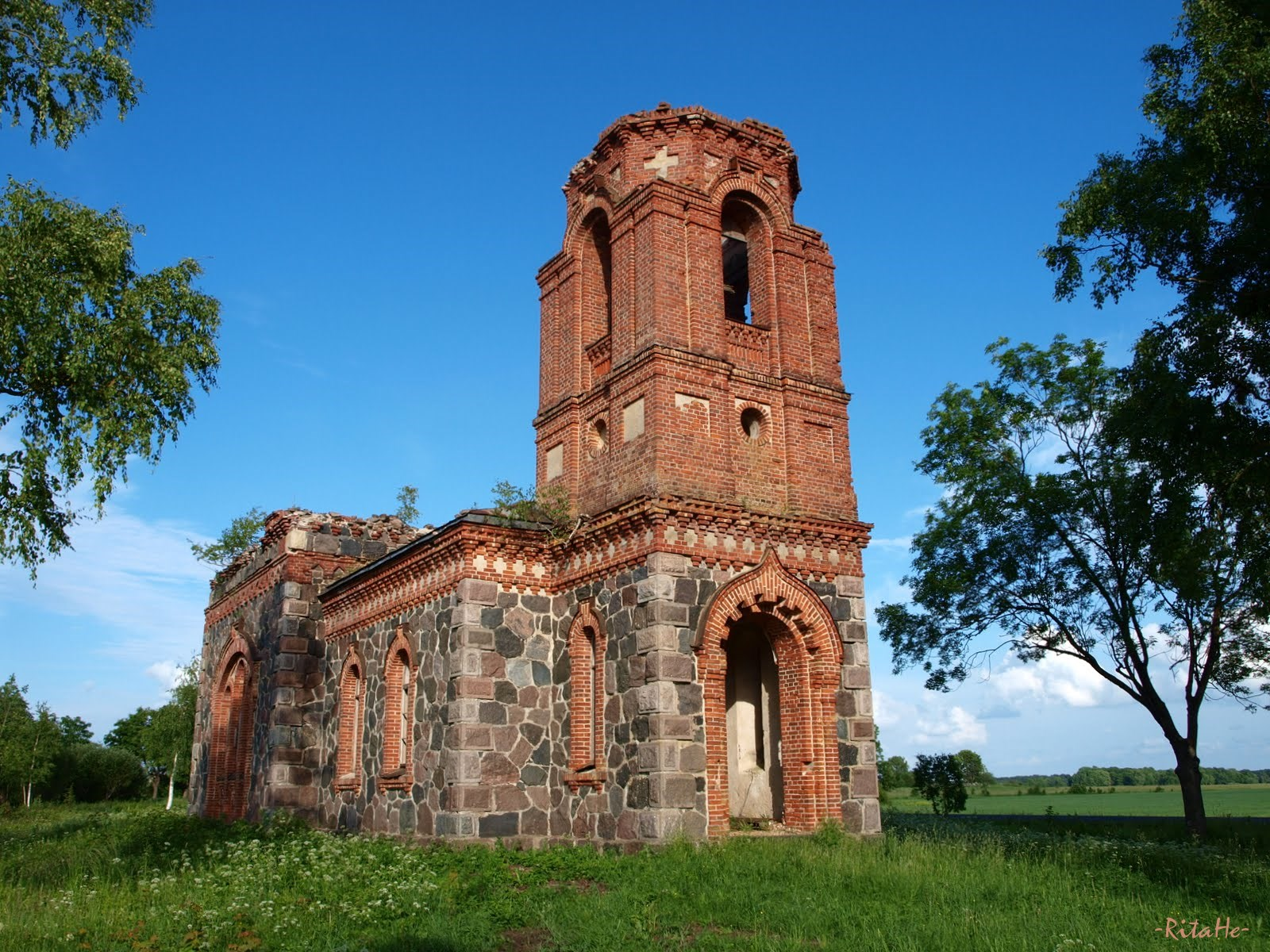
Ruinen der orthodoxen Kirche von Sinalepa
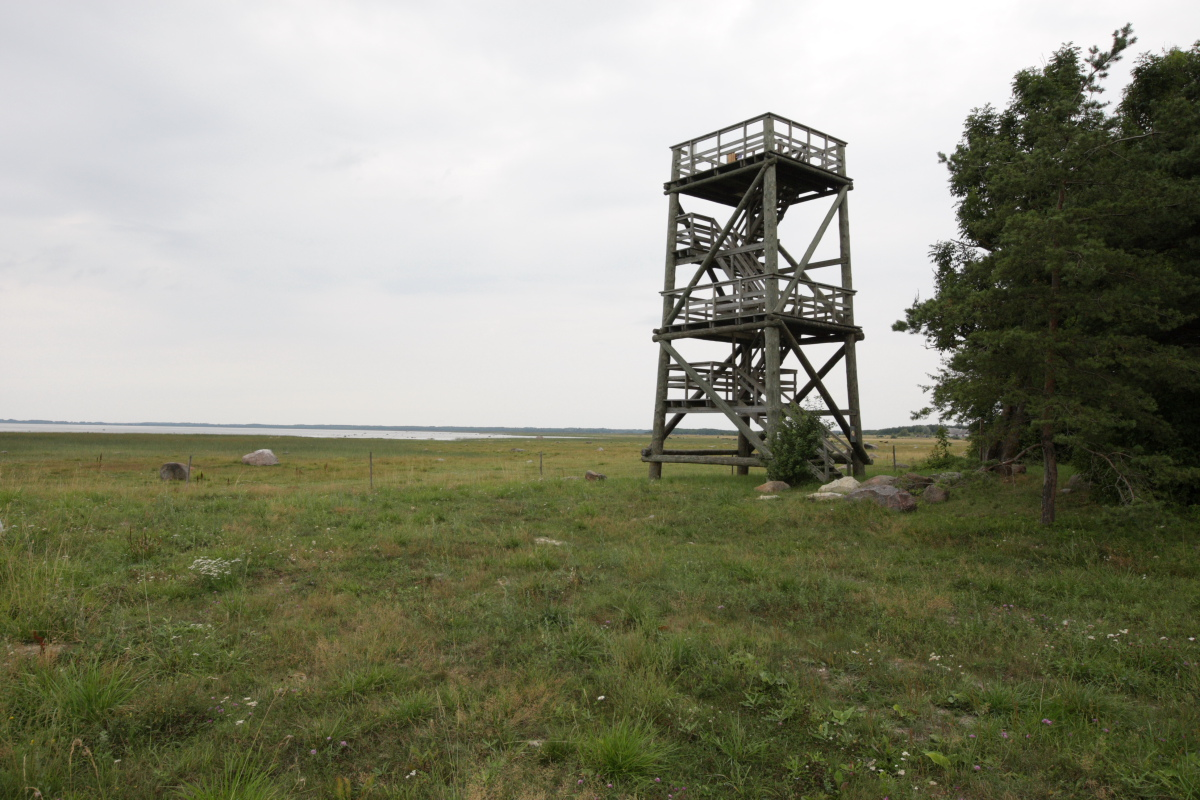
Ornithologischer Aussichtsturm bei Haeska
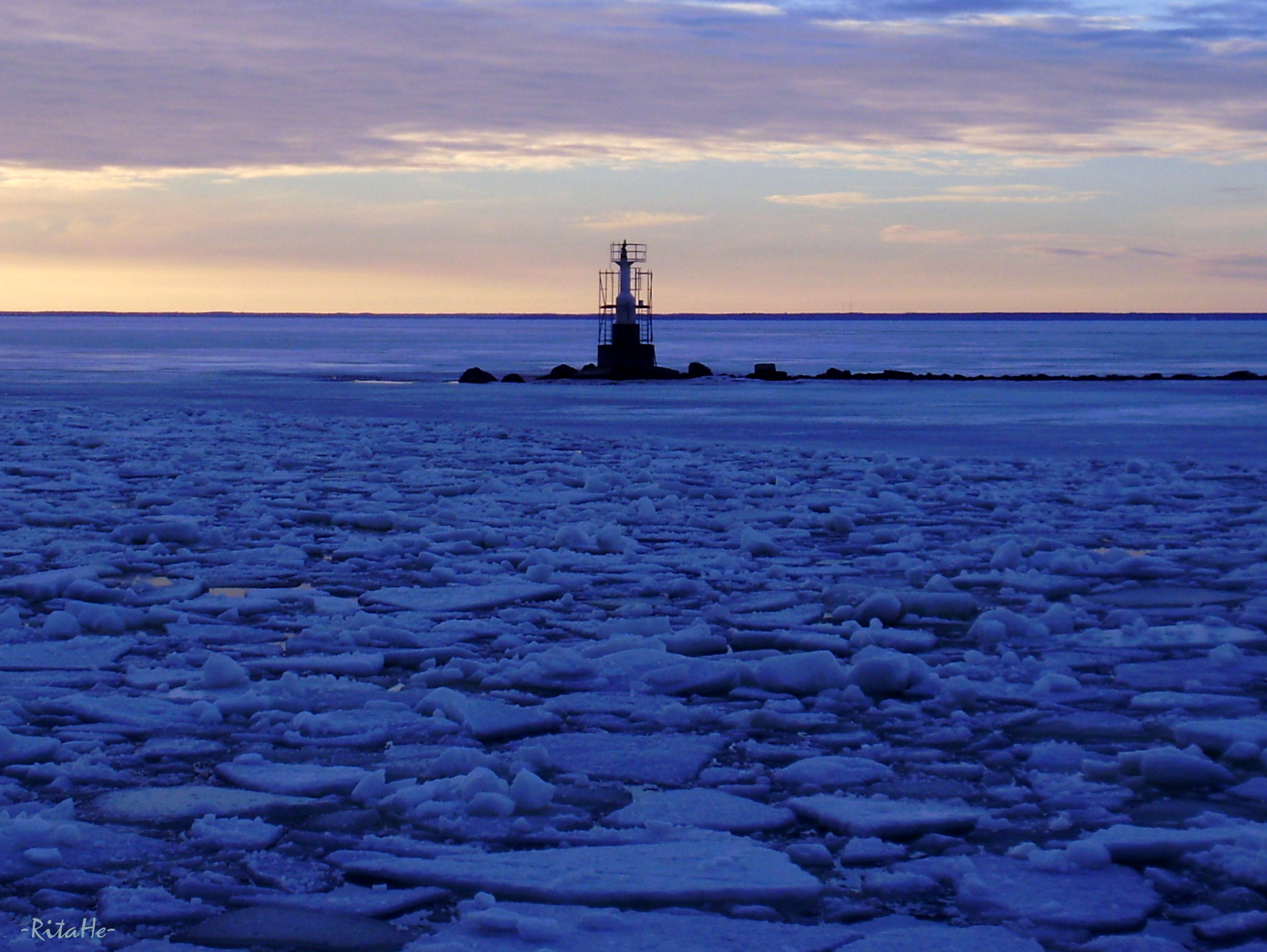
Eisfelder beim Hafen Rohuküla
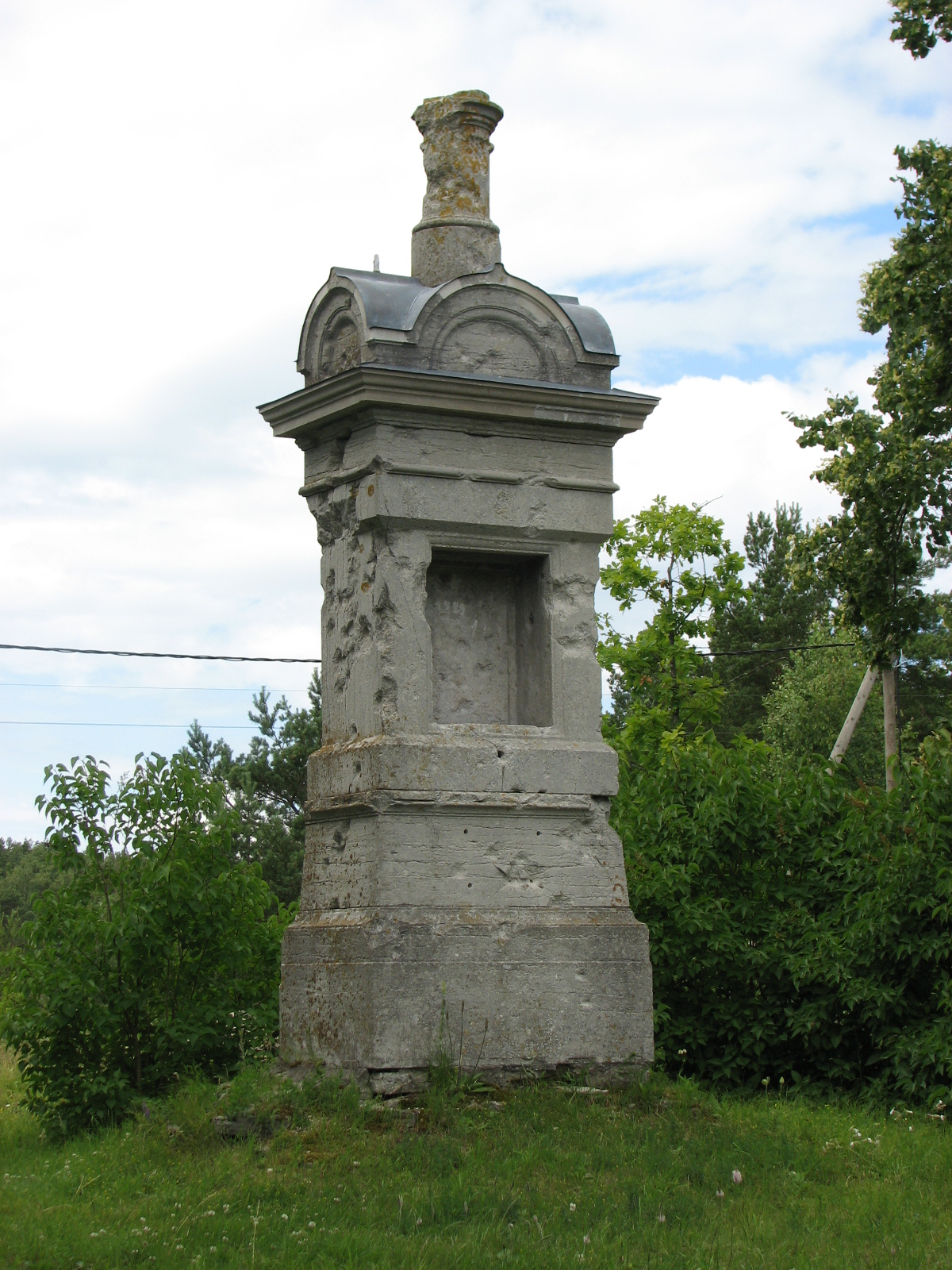
Denkmal für Zar Alexander III. in Pullapää
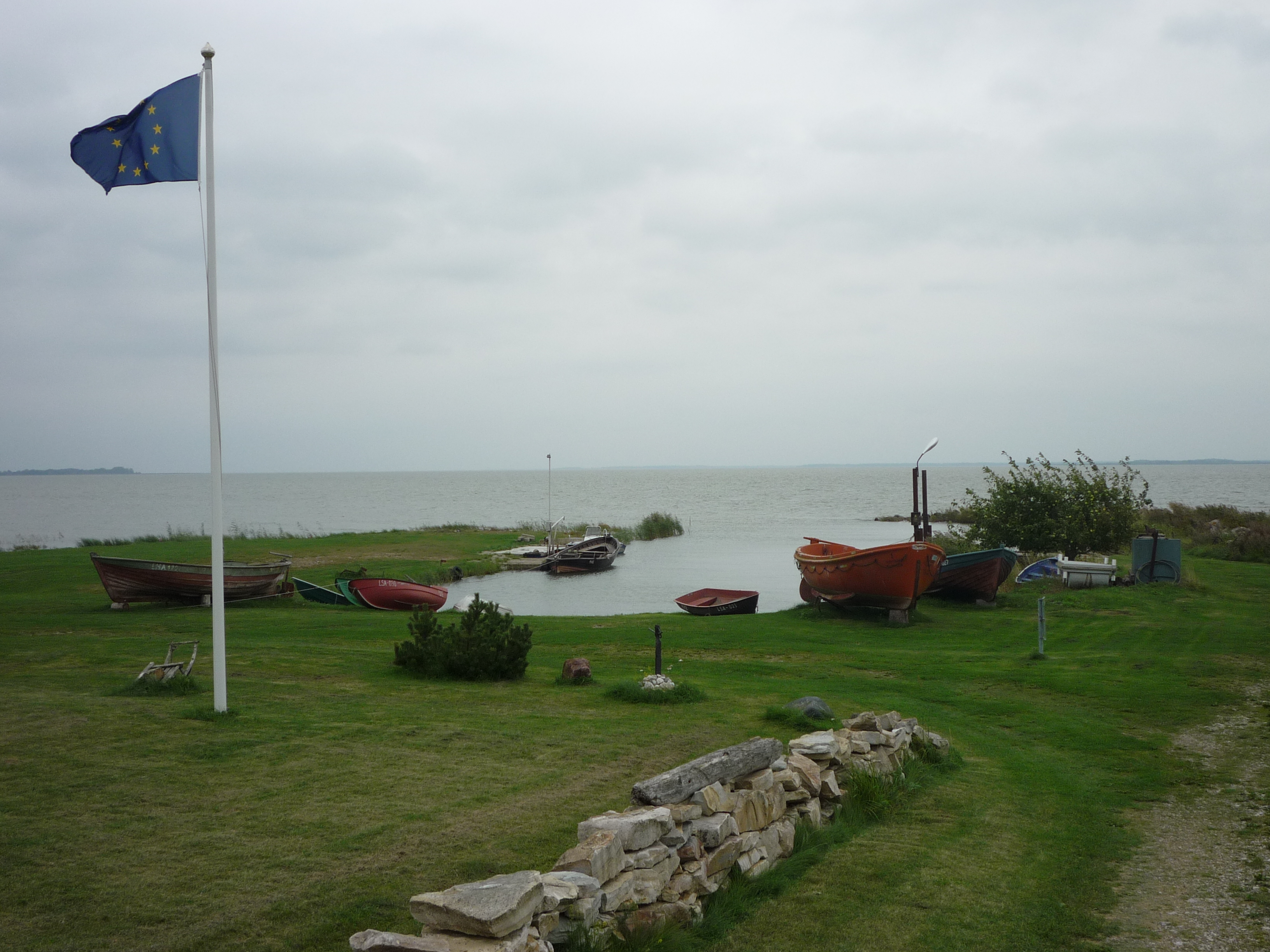
Bootshafen in Puise
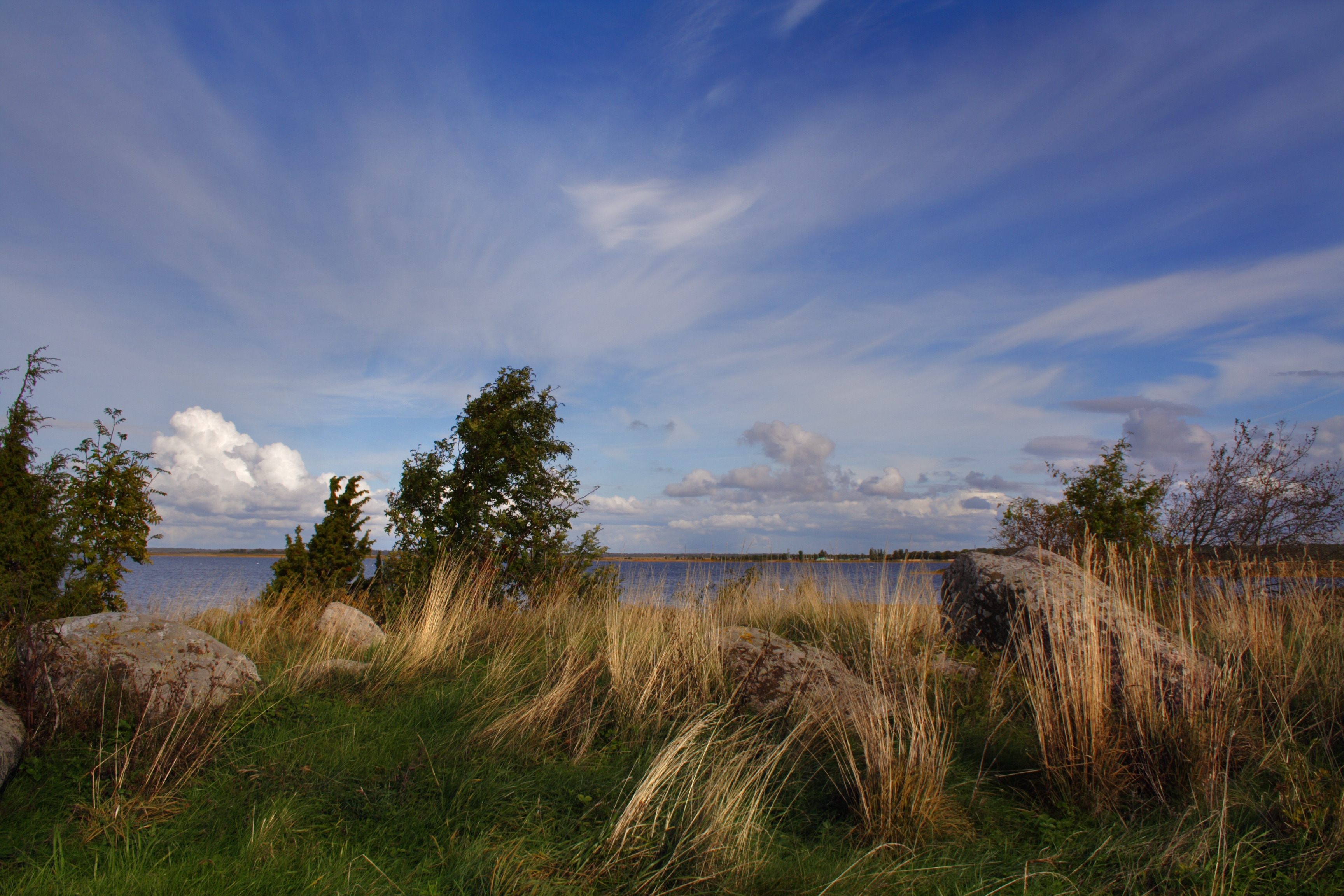
Ostsee bei Lõbe